# 金德瑛
金德瑛（1701年—1762年），字汝白，號檜門。浙江省杭州府仁和縣（今浙江杭州）人，清朝狀元、政治人物，官至從一品都察院左都御史，並創有《觀劇絕句三十首》等著作。

## 生平
生於康熙四十年（1701年），乾隆元年（1736年）狀元。授翰林院修撰，歷任右庶子、太常寺卿，任江西、山東及順天學政。乾隆二十一年（1756年），路过徐州，发现黄河决口，运河溢漲，及时上奏。官至左都御史。金德瑛工書法，喜歡戲曲，常至梨園聽歌，乾隆二十四年（1759年）前後，創作《觀劇絕句三十首》，與鄭板橋交往甚密。蔣士銓是他的門生。卒於清乾隆二十七年（1762年），陳兆崙撰墓誌銘：“工書法，出入晉唐。蔣士銓曰：臨摹法貼，幾於等身。”

## 延伸阅读
[在维基数据编辑]
 《清史稿/卷305》，出自趙爾巽《清史稿》
 在维基共享资源阅览影像